# العلاقات المالديفية العمانية
العلاقات المالديفية العمانية هي العلاقات الثنائية التي تجمع بين المالديف وسلطنة عمان.

## مقارنة بين البلدين
هذه مقارنة عامة ومرجعية للدولتين:
| وجه المقارنة                                              | المالديف       | سلطنة عمان    |
| --------------------------------------------------------- | -------------- | ------------- |
| المساحة (كم2)                                             | 298            | 309.50 ألف    |
| عدد السكان (نسمة)                                         | 436.33 ألف     | 4.64 مليون    |
| الكثافة السكانية (ن./كم²)                                 | 146.42 ألف     | 14.99         |
| العاصمة                                                   | ماليه          | مسقط          |
| اللغة الرسمية                                             | اللغة الديفهي  | اللغة العربية |
| العملة                                                    | روفيه مالديفية | ريال عماني    |
| الناتج المحلي الإجمالي (بليون دولار)                      | 4.60 مليار     | 72.64 مليار   |
| الناتج المحلي الإجمالي (تعادل القوة الشرائية) بليون دولار | 5.23 مليار     | 179.49 مليار  |
| الناتج المحلي الإجمالي الاسمي للفرد دولار أمريكي          | 8.39 ألف       | 15.55 ألف     |
| الناتج المحلي الإجمالي للفرد دولار أمريكي                 | 12.53 ألف      | 38.63 ألف     |
| مؤشر التنمية البشرية                                      | 0.706          | 0.793         |
| رمز المكالمات الدولي                                      | +960           | +968          |
| رمز الإنترنت                                              | .mv            | عمان          |
| المنطقة الزمنية                                           | ت ع م+05:00    | ت ع م+04:00   |

## منظمات دولية مشتركة
يشترك البلدان في عضوية مجموعة من المنظمات الدولية، منها:
| علم المنظمة | اسم المنظمة                        | تاريخ انضمام المالديف | تاريخ انضمام سلطنة عمان |
| ----------- | ---------------------------------- | --------------------- | ----------------------- |
|             | وكالة ضمان الاستثمار متعدد الأطراف | 19 مايو 2005          | 1989                    |
|             | منظمة التعاون الإسلامي             | ?                     | 1970                    |
|             | منظمة الشرطة الجنائية الدولية      | ?                     | ?                       |
|             | منظمة حظر الأسلحة الكيميائية       | ?                     | ?                       |
|             | منظمة التجارة العالمية             | ?                     | 2000                    |
|             | الأمم المتحدة                      | 21 سبتمبر 1965        | 7 أكتوبر 1971           |
|             | مؤسسة التمويل الدولية              | 2 فبراير 1983         | 1973                    |
|             | يونسكو                             | 18 يوليو 1980         | 10 فبراير 1972          |
|             | مؤسسة التنمية الدولية              | 13 يناير 1978         | 1973                    |
|             | البنك الدولي للإنشاء والتعمير      | 13 يناير 1978         | 1971                    |
|             | الاتحاد البريدي العالمي            | ?                     | ?                       |
|             | الاتحاد الدولي للاتصالات           | 28 فبراير 1967        | 28 أبريل 1972           |

## وصلات خارجية
- موقع وزارة الخارجية المالديفية
- موقع وزارة الخارجية العمانية